# Luigi Bianco
Luigi Bianco (n. Montemagno, Piamonte, Italia, 3 de marzo de 1960) es un diplomático, obispo católico y canonista italiano. Fue ordenado sacerdote en 1985 para la Diócesis de Casale Monferrato. Cuatro años más tarde pasó a ser miembro del Cuerpo Diplomático de la Santa Sede, en el cual ha estado destinado en diversos países de todo el mundo.
A partir de 2009 fue elevado al rango de Arzobispo Titular de Falerone y fue nombrado Nuncio Apostólico en Honduras. En 2014 también se le asignó los cargos de Nuncio en Etiopía, Yibuti y Somalia.
Actualmente el día 4 de febrero de 2019 ha sido nombrado por el papa Francisco como nuevo Nuncio en Uganda.

## Inicios y formación
Nació un 3 de marzo del año 1960 en la localidad italiana de Montemagno, situada en la Provincia de Asti y Región de Piamonte.
Después de graduarse en secundaria ingresó en el seminario diocesano, donde realizó sus estudios eclesiásticos.
Al terminar sus estudios en el seminario, el día 30 de marzo de 1985 fue ordenado sacerdote para la Diócesis de Casale Monferrato, por el entonces Obispo Diocesano "Monseñor" Carlo Cavalla.
Seguidamente fue hasta la ciudad de Roma, donde realizó un Doctorado en Derecho Canónico por la Pontificia Universidad Urbaniana.

## Carrera diplomática
El 1 de julio de 1989 entró en el Servicio Diplomático de la Santa Sede, cuyo primer destino fue en la Nunciatura Apostólica en Italia.
Seguidamente en 1991 fue enviado a la Nunciatura Apostólica en Egipto, en 1994 a la de Argentina, en 1999 a la de Croacia y en el 2002 a la de España y Andorra, cuya sede está en la ciudad de Madrid.

### Nuncio Apostólico y Arzobispo
Posteriormente el 12 de enero de 2009, el papa Benedicto XVI le nombró Nuncio Apostólico en Honduras y Arzobispo Titular de la antigua Sede Eclesiástica de Falerone.
Al ser elevado a la dignidad de arzobispo, además de su escudo, escogió como lema la frase "Testis resurrectionis Christi" (en español: Testigo de la Resurrección).
Recibió la consagración episcopal el 25 de abril de ese mismo año en el Duomo de Casale Monferrato, a manos del entonces Cardenal Secretario de Estado "Monseñor" Tarcisio Bertone en calidad de consagrante principal.
Sus co-consagrantes fueron el entonces Obispo de Casale Monferrato "Monseñor" Alceste Catella y el entonces Obispo de Mondovì "Monseñor" Luciano Pacomio.
Además de ser Nuncio en Honduras, el papa Francisco le asignó la Nunciatura en Etiopía el 12 de julio de 2014 y las de Yibuti y Somalia el 10 de septiembre.
De manera reciente, el 4 de febrero de 2019 ha sido nombrado por el Papa como nuevo Nuncio Apostólico en Uganda.

## Condecoración
| Insignia | Título                                                     | Otorgado por                                      | Fecha | Lugar                 |
| -------- | ---------------------------------------------------------- | ------------------------------------------------- | ----- | --------------------- |
|          | Gran Cruz, Placa de Plata de la Orden de Francisco Morazán | Presidente y Gran Maestre. Juan Orlando Hernández | 2014  | República de Honduras |